# Underbara kvinnor vid vatten
Underbara kvinnor vid vatten är en finlandssvensk film från 1998 i regi av Claes Olsson efter ett manus av Tove Idström som bygger på romanen Underbara kvinnor vid vatten av Monika Fagerholm.

## Handling
Filmen, som utspelas under somrarna åren 1964–1966, följer finlandssvenska familjer i sina havsnära villor. På ytan är livet lätt, men så småningom börjar de vackra hemmafruarna Isabella och Rosa längta efter frihet och ett självständigt liv.

## Rollista
- Marika Krook – Isabella "Bella" Engblom
- Åsa Karlin – Rosa Ängel
- Nicke Lignell – Gabriel "Gabbe" Ängel
- Onni Thulesius – Thomas Engblom, 9 år
- Mikael Rejström – Kajus Engblom
- Outi Paasivirta – Renée Ängel, 9 år
- Natasha Lommi – Nina Ängel, 13 år
- Hellen Willberg – Maj Johansson
- Johan Storgård – Pusu Johansson
- Minna Kettunen – Maggi Johansson, 13 år
- Edward Heerman – Erkki Johansson, 9 år
- Christian Lindblad – Johan Wikblad
- Silva Lillrank – Helena Wikblad
- Harriet Abrahamsson – Tupsu Lindbergh
- Marcus Groth – Robin Lindbergh
- Janina Frostell – Viviann
- Irina Björklund – Renée Ängel, 17 år
- Fredrik Welander – Thomas, 18 år
- Daniela Wieliczko – Thomas flickvän Camilla, 18 år
- Johanna af Schultén – Birgitta, kvinnan med tupperware-bjudningarna
- Iina Kolehmainen – Julia Ängel. 7 år
- Samuli Heinonen – Julia Ängel, bäbis
- Leif Wikström – Håkan Johansson
- Kåre Collin – Bjarne Johansson

## Produktion
Underbara kvinnor vid vatten spelades in sommaren 1997 under 55 inspelningsdagar i Hangö och Ekenäs, mestadels i en villamiljö, där författaren Juhani Aho och konstnären Venny Soldan och deras barn också hade tillbringat sina somrar i början av århundradet. Svenska Kulturfonden stödde distributionen av filmen till små svenskspråkiga orter i Finland. Affischen till Olssons film användes också som omslag till den finska pocketutgåvan av Fagerholms roman. Filmen har även tagits upp i serien Svensk filmografi.